# Сехас, Карлос
Ка́рлос Леона́рдо Се́хас А́льбис (исп. Carlos Leonardo Cejas Albis; род. 10 января 2004, Кочабамба) — боливийский футболист, защитник клуба «Аурора».

## Клубная карьера
Сехас — воспитанник клуба «Аурора». 7 ноября 2021 года в матче против «Реал Санта-Крус» он дебютировал в боливийской Примере.

## Международная карьера
В 2023 году в составе молодёжной сборной Боливии Сехас принял участие в молодёжном чемпионате Южной Америки в Колумбии. На турнире он сыграл в матчах против сборных Венесуэлы, Эквадора и Чили.